# Detekt
Detekt ist ein Open-Source-Spyware-Scanner, der auf Windows-PCs nach aktiver Überwachungssoftware sucht.
Das Programm entwickelte eine Gruppe um Claudio Guarnieri von der Firma Rapid7 im Auftrag der Bürgerrechtsorganisationen Amnesty International, Digitale Gesellschaft, Electronic Frontier Foundation und Privacy International. Es ist in den Sprachen Amharisch, Arabisch, Deutsch, Englisch, Italienisch und Spanisch verfügbar.
Detekt muss zwar nicht auf dem PC installiert, aber mit Administratorrechten gestartet werden. Es findet dann aktive Überwachungssoftware wie den Staatstrojaner und zeigt dies an. Die gefundenen Programme können aber mit Detekt nicht deinstalliert werden; es ersetzt keinen normalen Virenscanner. Detekt findet die Softwares BlackShades RAT, DarkComet RAT, FinFisher FinSpy, Gh0stRat, Hacking Team RCS, njRAT, ShadowTech RAT und XtremeRAT.
Detekt ist in Python geschrieben und nutzt die Pattern-Matching-Software Yara. Es läuft auf allen Windows-Versionen ab XP, derzeit aber noch nicht auf der 64-Bit-Version von Windows 8.1.